# Climat du département des Vosges
Le climat du département des Vosges est un climat tempéré océanique avec une influence semi-continentale à l'ouest, et une influence montagnarde à l'est du département dans le Massif des Vosges.

## Climat

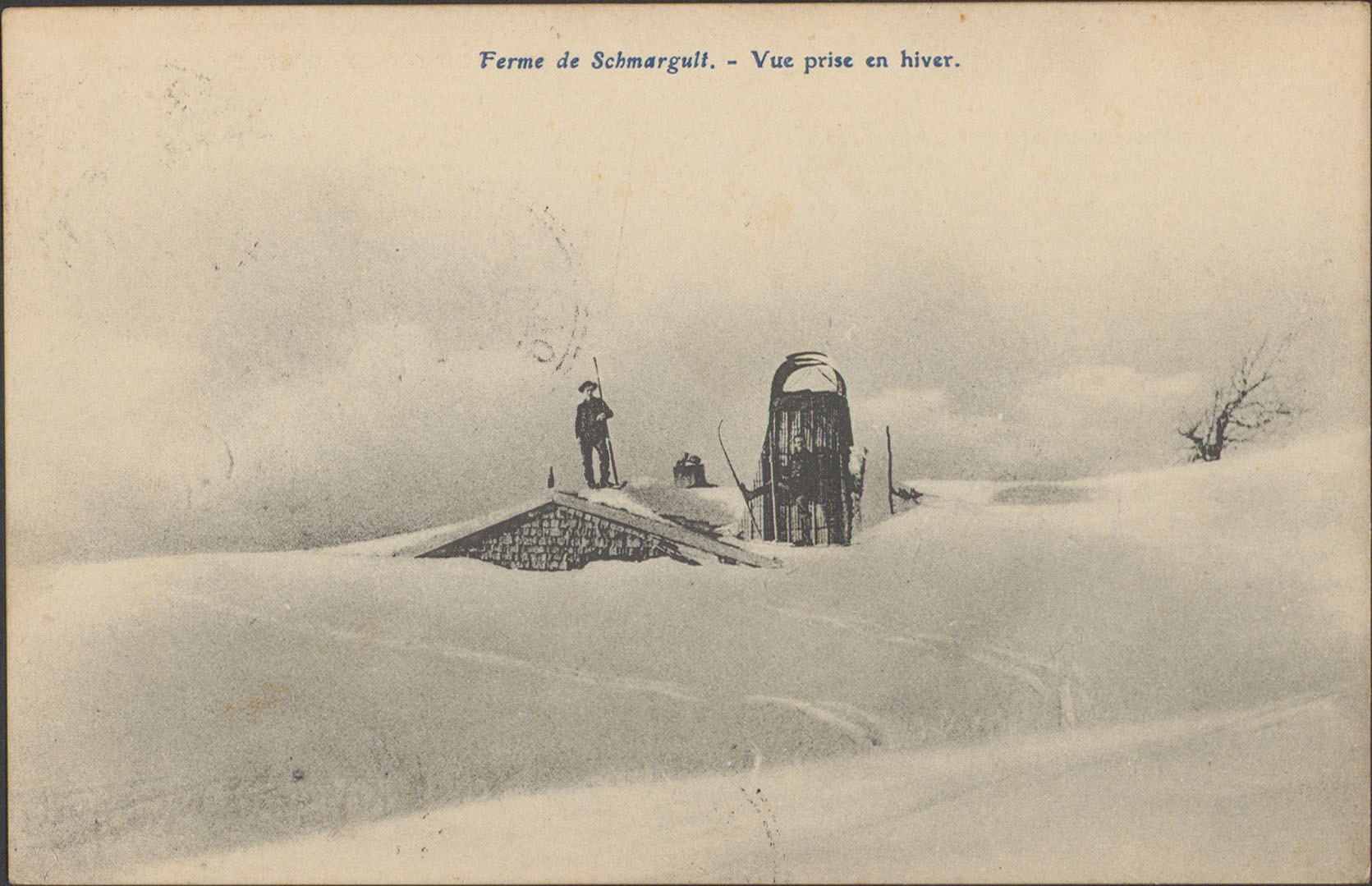
La ferme de Schmargult à La Bresse (vue historique).

En hiver, le climat peut-être rude, les températures pouvaient auparavant descendre régulièrement à −10 °C et parfois même jusqu'à −30 °C sur les sommets à plus de 1 000 m mais ceci devient très rare. L'hiver vosgien est également assez long, celui-ci s'étalant de début novembre à fin mars, ce qui a permis aux stations de sports d'hiver de se développer dans les zones montagneuses.
En été, les températures peuvent s'élever fréquemment à plus de 30 °C et les orages sont fréquents.
Le massif vosgien forme un véritable barrage pour les nuages, ce qui explique une grande différence pluviométrique entre le versant ouest (Épinal) qui est très humide et l'est, beaucoup plus sec (Colmar). 
Les précipitations élevées qui arrosent le massif vosgien, environ 1 400 mm par an en moyenne, et près de 2 000 mm au sommet du Hohneck à 1 366 m, ainsi que la fonte importante des neiges au printemps ont donné au massif des Vosges le surnom de « château d'eau de la Lorraine ».
Cependant, il est important de noter qu'à cause du réchauffement climatique la réputation des Vosges comme froides et neigeuses ne correspond plus à la réalité, les hivers sont de plus en plus courts et doux et alors qu'elle est déjà de plus en plus rare en plaine, la neige pourrait quasiment disparaitre du relief montagneux d'ici 2050.   
L'été, les Vosges ne sont pas en reste ces dernières années avec des canicules et des sécheresses de plus en plus fréquentes et inédites par leur intensité. La saison chaude s'est élargie de mai à octobre alors que la saison fraiche auparavant la plus longue se réduit maintenant aux six autres mois avec une diminution drastique des jours de gel et de neige sur l'ensemble des stations vosgiennes.   
Les précipitations ont toujours été abondantes dans le massif en particulier en saison froide, en effet l'hiver concentre près de 40% des précipitations principalement sous forme de tempêtes et depressions alors que l'été représente moins de 20% des précipitations, principalement sous forme d'orages.  

## Événements climatiques
Le département a subi diverses catastrophes climatiques notables :
- de graves inondations fin décembre 1947[3]
- une rafale descendante le 11 juillet 1984
- la tempête Lothar le 26 décembre 1999
- la crue de la Moselle en 2006